# Ismar Madeira
Ismar Madeira Cunha Júnior (Foz do Iguaçu, 18 de junho de 1967) é um jornalista brasileiro.

## Biografia e carreira
Nascido em Foz do Iguaçu, no Paraná, Ismar mudou-se aos quatro anos com sua família para Brasília, onde estagiou na assessoria de comunicação social da FUNAI e na Rádio Nacional. Em 1989, foi contratado pela TV Brasília (na época, afiliada à Rede Manchete), onde trabalhou como editor dos telejornais Tele Manchete e Tele Manhã.
Em 1990, Ismar ingressou na TV Globo Brasília, onde foi repórter e apresentador do Globo Esporte local. Também fez reportagens para o DFTV e para o Esporte Espetacular, até ser chamado para a equipe do Bom Dia DF, em 1992.
Em 1995, Ismar mudou-se para Belo Horizonte, em Minas Gerais, ingressando no ano seguinte na TV Globo Minas. Na emissora, Ismar apresentou o Bom Dia Minas e também foi apresentador eventual do MGTV. Em 2018, Ismar deixou a Globo Minas após 22 anos, para tornar-se no ano seguinte, correspondente da rede em Nova Iorque, nos Estados Unidos. Permaneceu no cargo até junho de 2025, sendo substituído por Nilson Klava. Desde então, Ismar integra o time de repórteres da Globo em São Paulo.